# Comalat
Comalat este o companie producătoare de lactate din România.
Comalat deține o fabrică în localitatea Nanov din județul Teleorman, cu o capacitate de 25.000 de litri de lapte pe zi.
Firma a fost înființată în 1994, sub denumirea de Animalex, primind numele de Comalat în 1998.
Cifra de afaceri în 2007: 2 milioane euro